# HD130922
HD130922 — подвійна зоря. 
Ця подвійна система має видиму зоряну величину в смузі V приблизно 8,4.
Вона розташована на відстані близько 394,9 світлових років від Сонця.

## Подвійна зоря
Головна зоря цієї системи належить до хімічно пекулярних зір й має спектральний клас F5.
Інша компонента має спектральний клас Зорі спектрального класу .